# Động cơ tuốc bin cánh quạt

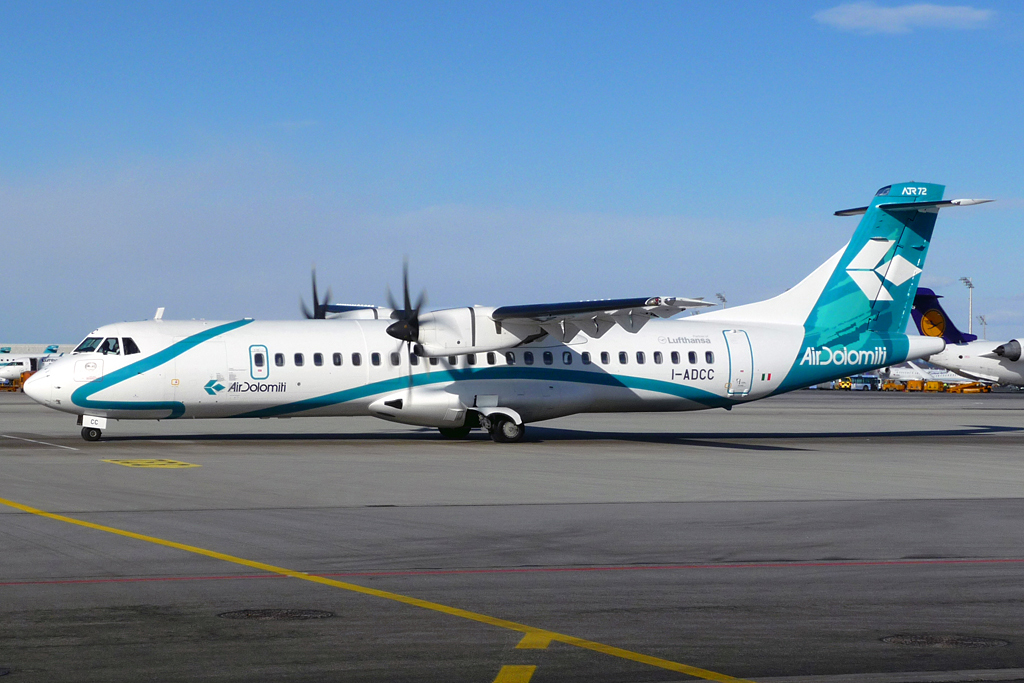
ATR-72 - một dạng máy bay sử dụng động cơ tuabin cánh quạt

Động cơ tuốc bin cánh quạt (tiếng Anh - Turbopropeller engine, viết tắt - TurboProp; tiếng Nga - Турбовинтовый двигатель, viết tắt - ТВД) là loại động cơ tuốc bin khí được sử dụng trong các máy bay cánh quạt.
Loại động cơ này tạo lực đẩy chủ yếu nhờ các cánh quạt lớn đặt phía trước. Như vậy, nguyên lý này ngược với cách tạo lực đẩy nhờ dòng khí xả như trường hợp các động cơ phản lực.